# 216345 Savigliano
216345 Savigliano este un asteroid din centura principală de asteroizi.

## Descriere
216345 Savigliano este un asteroid din centura principală de asteroizi. A fost descoperit pe 4 decembrie 2007 la San Marcello Pistoiese de Luciano Tesi și Michele Mazzucato. Asteroidul prezintă o orbită caracterizată de o semiaxă mare de 2,62 ua, o excentricitate de 0,09 și o înclinație de 4,1° în raport cu ecliptica.